# Crillon-le-Brave
Crillon-le-Brave è un comune francese di 463 abitanti situato nel dipartimento di Vaucluse della regione della Provenza-Alpi-Costa Azzurra.
Il paese sorge sulle falde coniche di una collina di detriti calcarei su terreni alluvionali depositati dal fiume Mède (limi argillosi e ghiaie), nella piana a nord di Carpentras. Domina la valle della Mède, che riceve nei suoi pressi il torrente Merdayé.
Progressivamente spopolato a partire dagli anni 1930, sia per l'essiccamento delle sorgenti (risorgive delle falde carsiche del Mont Ventoux),  sia per l'abbandono delle terre, è stato completamente ricostruito e rivitalizzato negli anni 1980 - 1990.
Comune agricolo (vigneti di pregio, asparagi e ortaggi), si sostiene oggi grazie ad un turismo qualificato.

## Società

### Evoluzione demografica
Abitanti censiti